# Operazione Red Sea Demining
L'operazione Red Sea Demining è stata una missione marittima internazionale svolta tra la fine di agosto e la fine di ottobre 1984 che ha visto impegnate le marine militari statunitense, britannica, francese, italiana ed egiziana in operazioni di sminamento e bonifica delle acque, quando nella zona immediatamente a sud del Canale di Suez alcune esplosioni subacquee provocarono l'interruzione della navigazione commerciale, come risultato di un'operazione terroristica su vasta scala che riportò alla ribalta l'efficacia delle mine navali e l'urgenza di non sottovalutarne la minaccia.

## La partecipazione italiana
Il governo egiziano, dopo che a partire dai primi di luglio alcune esplosioni di mine navali nel Mar Rosso nella zona immediatamente a sud del Canale di Suez provocarono l'interruzione della navigazione commerciale, fece richiesta di un intervento internazionale di bonifica delle acque, considerando l'importanza del canale come via di traffico di importanza mondiale facendo richiesta al governo italiano di unità navali di contromisure mine della Marina Militare. il 13 agosto lo Stato maggiore della Marina inviò in Egitto una propria delegazione per acquisire gli elementi necessari alla pianificazione dell'eventuale intervento e il 14 agosto le autorità egiziane illustrarono i criteri di suddivisione delle zone di operazione di massima già concordate con i rappresentanti delle forze di contromisure mine di Stati Uniti, Gran Bretagna e Francia, con l'impiego a nord di forze britanniche, al centro americane, e a sud francesi, mentre alla delegazione italiana venne proposta una zona compresa fra quella britannica e quella americana. Nel corso di una seconda riunione tenuta il 16 agosto vennero ridefinite le zone di assegnazione con la conferma delle zone assegnate ad americani e francesi, una leggera modifica dell'area assegnata ai britannici, mentre vennero assegnate alle forze italiane le zone del Grande Lago Amaro e della Baia di Suez come prima priorità, e in seconda priorità, una zona compresa tra quella britannica e quella americana, mentre agli egiziani vennero riservate le acque del Mediterraneo antistanti Porto Said.
Ia Marina Militare inviò per le operazioni di bonifica un gruppo navale formato da tre cacciamine e dalla nave appoggio Cavezzale. L'operazione, denominata in ambito italiano Missione Mar Rosso, ebbe inizio il 21 agosto quando venne costituito il 14º Gruppo Navale formato dalla nave appoggio Cavezzale, con compiti di unità comando e supporto, e dai cacciamine Frassino, Castagno e Loto, vecchi dragamine costieri della classe Legni trasformati in cacciamine. Le unità del 14º Gruppo Navale lasciarono La Spezia il mattino del 22 agosto, arrivando a Porto Said la sera del 28 agosto e dopo aver transitato il canale di Suez il 29 agosto nelle stessa sera giunsero nella base navale di Adabiya, iniziando le operazioni il mattino del 31 agosto nella Baia di Suez, la zona di maggiore priorità; tali operazioni durarono fino al 17 settembre. In media venivano utilizzati due cacciamine, con il terzo in porto per manutenzione.
Il 18 settembre le unità si trasferirono al Grande Lago Amaro dove le operazioni iniziarono il 19 settembre ma vennero interrotte la sera del 20 settembre a seguito della richiesta egiziana di intervenire urgentemente nell'area di seconda priorità nel Golfo di Suez dopo che era stata registrata un'ulteriore esplosione nella parte centrale del Golfo, assegnata agli inglesi riaccendendo così le preoccupazioni generali. Il 21 settembre il 14º Gruppo Navale si trasferì nella nuova area operando 23 settembre al 3 ottobre impiegando giornalmente tutte le unità dall'alba al tramonto. Ultimate le operazioni le unità lasciarono la zona facendo rientro ad Adabiya da dove il 5 ottobre si trasferirono al Grande Lago Amaro per completare le operazioni interrotte precedentemente, che vennero ultimate il 7 ottobre. Dopo un trasferimento ad Ismailia per uno scalo tecnico il 10 ottobre, le unità iniziarono il viaggio di ritorno verso l'Italia, giungendo a La Spezia il mattino del 19 ottobre.
La missione ha visto impegnate le unità di contromisure mine per 59 giorni, di cui 42 trascorsi nelle zone di operazioni, esplorando in totale un'area di 124 miglia quadrate, effettuandoo in totale 2.485 ore di moto e percorrendo 15.644 miglia.